# S/2003 J 5
S/2003 J 5 er en af planeten Jupiters måner: Den blev opdaget 6. februar 2003 af en gruppe astronomer fra Hawaiis Universitet under ledelse af Scott S. Sheppard. Den Internationale Astronomiske Union har endnu ikke formelt vedtaget et navn til den, men denne måne har såkaldt retrograd omløb, dvs. den bevæger sig populært sagt den "gale vej rundt" om Jupiter, og der foreligger en beslutning om at give jupitermåner med denne egenskab navne der ender på bogstavet e.
S/2003 J 5 udgør sammen med 16 andre Jupiter-måner den såkaldte Carme-gruppe, som har næsten ens omløbsbaner omkring Jupiter. Gruppen har navn efter Carme, som er et af dens medlemmer.
| Naturvidenskab | Spire Denne naturvidenskabsartikel er en spire som bør udbygges. Du er velkommen til at hjælpe Wikipedia ved at udvide den. |